# توماس إي. مكاي
توماس إي. مكاي (بالإنجليزية: Thomas E. McKay)‏ هو سياسي أمريكي، ولد في 29 أكتوبر 1875، وتوفي في 15 يناير 1958. انتخب عضو مجلس نواب ولاية يوتا.